# Нојнкхаузен
Нојнкхаузен (њем. Neunkhausen) општина је у њемачкој савезној држави Рајна-Палатинат. Једно је од 192 општинска средишта округа Вестервалд. Према процјени из 2010. у општини је живјело 1.123 становника. Посједује регионалну шифру (AGS) 7143270.

## Географски и демографски подаци
Нојнкхаузен се налази у савезној држави Рајна-Палатинат у округу Вестервалд. Општина се налази на надморској висини од 455 метара. Површина општине износи 7,9 km². У самом мјесту је, према процјени из 2010. године, живјело 1.123 становника. Просјечна густина становништва износи 143 становника/km².